# Malalai Bahaduri
Malalai Bahaduri és una tinent de la policia afganesa, instructora superior de la Unitat d'Interdicció Nacional Afganesa (UIN). Va treballar com a operadora de telecomunicacions, però va decidir unir-se a les forces policials el 2002, després que acabés el règim talibà a l'Afganistan. Va ser amenaçada de mort i apallisada pel seu oncle que no volia que ho fes. És la primera dona membre de la Unitat d'Interdicció Nacional Afganesa. Ha participat en operacions contra els caps de la droga en totes les 34 províncies de l'Afganistan.
Va rebre el Premi Internacional Dona Coratge el 2013.